# 軍事技術

1935年型手榴弾の点火装置の断面図

軍事技術（ぐんじぎじゅつ、英語: military technology）とは、軍事を直接的に支える科学技術の総称である。

## 概要
軍事技術は軍事を支援する科学技術であり、軍需品の研究開発または生産・整備についての技術が含まれる。一説には戦略・戦術を含む定義もあるが、通常の場合は除く。
古来より科学技術は人類の生活をよりよくするために向上が続けられ、そしてその一部の技術は軍事的に利用され、また軍事目的に特化して開発された技術もある。しかしあらゆる科学技術には軍用と民用の二面性がある。科学技術と軍事は歴史においてもその関係性が重要であることが指摘されており、国家安全保障においても国家は科学技術の研究開発を維持しなければならないと考えられている。
例えば19世紀英国では優れた紡績機の技術で世界中の綿製品の半分を生産し、貿易の4分の1を支配し、ひいては世界的な覇権を保持していた。しかし技術移転が進むにつれて英国はその覇権的な地位を失うことになった。またインカ帝国は高度な文明を築いたものの軍事技術の研究開発を重視しなかったために1532年に僅か200名弱のスペイン軍部隊によって滅ぼされることになった。これら歴史事例からも科学技術の振興は国家の責務である、と考えられている。
また現代の軍事力はイージスシステム、フェーズドアレイレーダー、複合装甲、IVIS(車輌間情報共有システム)などのように高度な科学技術が利用されている場合もあり、科学技術が軍事力の質的な要素を規定している。

## 歴史
軍事技術の歴史は単に技術史に留まらず、戦争の歴史そのものと非常に強い関係性を持っている。ここでは軍事技術ごとに発展の歴史の概要を述べる。詳細は個別の兵器の項目を参照。

### 金属器
科学技術が未発達であった石器時代においては戦争における軍事技術の影響力は決定的なものではなかったと考えられる。しかしながら金属を加工する技術が造兵に応用されるようになると技術力が戦争に及ぼす影響力は拡大してきた。例えば青銅器は鉄器に比べると非常に脆く、鉄製の武器の優位性は絶対的であった。紀元前1600年、バビロン王朝は鉄器を使用していたヒッタイト軍の侵攻で滅亡した。

### 火砲
初期の火砲は木材・鉄材を箍を使って円筒形に組み立てた惰弱な構造であり、射程は100メートル程度で命数も数発であった。15世紀になると青銅を用いた火砲が開発され、砲弾も石材でなく鉄材が用いられるようになった。産業革命以後は工作技術の向上で鉄製砲の開発、また小銃と同様に腔線を付加し、弾帯によってガス漏れ防止が行われ、射程と安全性を発展させた。

### 小銃
小銃は弓矢に比べて長い間、命中精度、射程、発射速度、経済性で劣った武器であったが、16世紀に開発された火縄銃は当時の造兵技術の向上によって着実に普及していった。しかし実戦における火縄銃は発射速度が不足しているためにテルシオのように、槍兵との連携の下で運用されていた。また1670年頃に銃剣が発明されて18世紀までに槍兵はその存在意義を失っていった。

### 航空機
航空機はまず気球、次いで飛行船が偵察などに利用され、さらに第一次世界大戦では固定翼機が初めて偵察機として実戦で運用されるようになり、次第に偵察機の武装化とともに他の航空機への攻撃を主任務とする戦闘機が登場するようになっていった。第二次世界大戦後には航空機は主要な兵器にまで技術改良が重ねられ、航空技術は現代の戦争遂行に不可欠な産業にまで成長している。

### 戦車
第一次世界大戦においては陣地戦での攻勢を行うために、英仏は不整地走破能力がある履帯に着目して英国が1916年に世界初の戦車であるマークⅠ型戦車が制式採用され、ソンムの戦いで初めて実戦に投入された。現代まで火砲・装甲・機関・履帯に改良が加えられて現代陸戦の重要な兵器となっている。

### レーダー
電磁波を利用して航空機や船舶を探知するレーダー技術はいくつかの国で秘密保全された上で研究開発が行われていた。英国のレーダー技術はドイツ空軍の空襲を察知するために1934年から行われるようになり、1935年5月には本格研究が、9月には航空機探知能力が90キロメートルに及んで秋に早期警戒基地が完成した。そして39年までにレーダー基地が英国東沿岸全域にレーダー網を完成させ、防空作戦に大きく寄与することとなった。米国でも40年に技術が伝えられ、米国電子工業界の技術躍進に大きく貢献した。

### 核兵器
核反応によって生じる巨大なエネルギーが科学的に証明され、ナチス・ドイツからの亡命科学者たちはドイツの核兵器開発との技術開発競争に勝利することが第二次世界大戦の勝敗を左右すると主張されるようになった。そして1942年に原爆開発計画であるマンハッタン計画が開始され、1945年の実験で成功し、太平洋戦争において日本に対して二発の原爆が使用された。

## 民生転用
軍事技術を民生技術の元として転用することをスピンオフと称し、その逆をスピンオンと称する場合がある。現在の先端技術はどちらにも利用可能なデュアルユースと呼ばれる内容が多くなっている。これは、民生用設備に高度な技術を用いたものが多くなったためである。
軍事技術は過酷な環境や人体の安全にかかわる場合が多く、その信頼性に対する要求は民生用のそれに比べてはるかに高い。このため軍事技術にはMIL規格などさまざまな規格が定められており、この規格に適合したものが使われる傾向にある。スピンオンの場合も同様で、特に必要が無い場合を除けば、民生技術や製品は軍用として改良改造が行われる。

### スピンオフ
- コンピュータ - コンピュータENIACは弾道計算を目的に実用化。
- 原子炉 - 世界初の原子炉、シカゴパイル1はマンハッタン計画で開発。
- ロケット - V2ロケットの技術は後の人工衛星打ち上げ技術に発展。
- 電子レンジ - 米レイセオン社（Raytheon）のレーダー開発の副産物として誕生した。
- グローバル・ポジショニング・システム（GPS） - 軍用のGPS衛星による衛星測位システム。
- 補償光学 - 人工衛星から地表を観測する際の大気のゆらぎを補正するための技術。今では地上の望遠鏡には必須の装備になっている。
- 無人航空機 - 当初は軍で標的機や偵察機としての運用が行われ、農業用無人航空機や航空写真撮影機として民間で実用化されたのは1980年代末以降である。
- オペレーションズ・リサーチ - 数理モデルやアルゴリズムを用いて最適化問題の解を導出する技法。ドイツ海軍の狼群戦法に対処すべくWW2当時のイギリスで盛んに研究され始めた。

### スピンオン
- 鉄条網-当初は獣や泥棒よけであったが、軍事においても対人用の障害として陣地構築資材に利用されている。
- 合成繊維 - ナイロンは撥水性が良く、衣類、防弾チョッキなどに応用された。
- 飛行機 - 初期の飛行機は偵察機として用いられ、やがて戦闘機などに発展した。
- 液晶ディスプレイ - 元々は電卓の表示用であったが、現在では多目的表示装置として軍事用でも陸海空問わず幅広く使用されている。
- 携帯情報端末 - スマートフォンやタブレットの軍事転用が行われている。既に民生品のIT技術の方が高度であり、軍事用に新規開発するよりも、民生品に耐久性を付与した方が遥かに安上がりであるためである（一方で広く使用されている既製品の場合セキュリティのリスクもある）。